# Lucas Velásquez
Lucas Velásquez Correa (Medellín, 22 de abril de 1981) es un actor y cantante colombiano radicado en Los Ángeles.

## Biografía
Lucas Velásquez Correa nació el 22 de abril de 1981 en Medellín, Colombia. Hijo de Fabio Velásquez y Clara Correa Muñoz. Lucas desde muy pequeño ha estado interesado en la actuación. Vivió en Quebec, Canadá por un tiempo. Estando allá, participó en el grupo teatral del colegio Polyvalent de Charlesbourg.
A su regreso a Colombia, en Bogotá conoció a Malcom Aponte, quien lo integró a la teleserie Padres e hijos, siendo este su primer papel en la televisión.
A raíz de ahí ha participado en telenovelas como Francisco el matemático, La viuda de la mafia, La marca del deseo, entre otras.
En 2003 por su personaje de "Marcos Galindo" en Francisco el matemático, le dan el Premio TVyNovelas al mejor actor revelación.
Este mismo año protagoniza el espectáculo musical Bolero para tres junto a José Luis Paniagua y Yolanda Rayo.
En 2005 La compañía de teatro musical MISI lo escoge para interpretar el personaje "Kenickie" en el musical Grease.
En 2006 participa en Bailando por un sueño del canal RCN, quedando en segundo lugar, por lo cual es invitado a participar en Los Reyes de la pista, logrando ser el ganador del concurso.
Se radica en México, en 2009, formando parte de Televisa. Participa en la telenovela Atrévete a soñar, del productor Luis de Llano en el papel de "Axel", y en 2011 en la telenovela de Juan Osorio titulada Una familia con suerte, en el personaje de "Alex".
En 2012, incursiona en el teatro musical de México. El director Manolo Caro lo invita a participar en el espectáculo musical I Love Romeo y Julieta, haciendo una adaptación de la obra con canciones de Joan Sebastian, Marco Antonio Solís y Juan Gabriel. El elenco estuvo integrado por Eiza González, Alan Estrada, Eugenio Bartilotti, entre otros.
En 2013 es invitado por la productora de Televisa, Rosy Ocampo, a participar en la novela Mentir para vivir, en el papel de "Cesar Camargo". En ese mismo año se casa con la actriz mexicana Ilean Almaguer, ambos compartieron créditos en la telenovela Atrévete a soñar.
Lucas habla 4 idiomas ya que aparte de Vivir en Quebec, vivió en Brasil por 5 años. Los idiomas que habla son: Español, Portugués, Francés e Inglés.
Desde 2014 reside en Los Ángeles, California. 
En 2018 participó en la serie La casa de las flores interpretando a "Claudio Sánchez", y en 2020 en la telenovela de Telemundo 100 días para enamorarnos.

## Filmografía

### Televisión
| 2023      | The Harvest             | Casey                    | Chiyou Entertainment | Bandera de Estados Unidos |           |                           |              |           |                           |
| 2022      | Made for Love           | Nils                     | Max Original         | -                         | 2020-2021 | 100 días para enamorarnos | Pablo Franco | Telemundo | Bandera de Estados Unidos |
| 2018-2020 | La casa de las flores   | Claudio Sánchez          | Netflix              | Bandera de México         |           |                           |              |           |                           |
| 2013      | Mentir para vivir       | César Camargo            | Las Estrellas        | Bandera de México         |           |                           |              |           |                           |
| 2011      | Una familia con suerte  | Alejandro "Alex" Obregón | Las Estrellas        | Bandera de México         |           |                           |              |           |                           |
| 2009-2010 | Atrévete a soñar        | Axel                     | Las Estrellas        | Bandera de México         |           |                           |              |           |                           |
| 2008      | Mujeres asesinas        | Lucho                    | Canal RCN            | Bandera de Colombia       |           |                           |              |           |                           |
| 2007-2008 | La marca del deseo      | Jaime Muñoz              | Canal RCN            | Bandera de Colombia       |           |                           |              |           |                           |
| 2005-2006 | Los Reyes               | Lucas                    | Canal RCN            | Bandera de Colombia       |           |                           |              |           |                           |
| 2004-2005 | La viuda de la mafia    | Samuel Martín            | Canal RCN            | Bandera de Colombia       |           |                           |              |           |                           |
| 2002-2004 | Francisco el matemático | Marcos Galindo           | Canal RCN            | Bandera de Colombia       |           |                           |              |           |                           |
| 1999-2000 | Padres e hijos          | Camilo                   | Caracol Televisión   | Bandera de Colombia       |           |                           |              |           |                           |

### Realities
| Año  | Título                                | Rol          | Resultado     | Canal     | País                      |
| ---- | ------------------------------------- | ------------ | ------------- | --------- | ------------------------- |
| 2018 | American Latino TV                    | Participante |               |           | Bandera de Estados Unidos |
| 2006 | Factor X, la batalla de las estrellas | Participante | Séptimo lugar | Canal RCN | Bandera de Colombia       |
| 2006 | Bailando por un sueño                 | Participante | 2.º lugar     | Canal RCN | Bandera de Colombia       |
| 2006 | Los reyes de la pista                 | Participante | Ganador       | Canal RCN | Bandera de Colombia       |

### Teatro
| Año  | Título                 | Papel             | País                |
| ---- | ---------------------- | ----------------- | ------------------- |
| 2012 | I Love Romeo y Julieta | Benvolio Montesco | Bandera de México   |
| 2005 | Grease                 | Kenickie          | Bandera de Colombia |
| 2003 | Bolero para tres       | José Miguel       | Bandera de Colombia |

### Música
Participó en la banda sonora de Atrévete a soñar realizando una gira por todo México en los años 2009 y 2010 como parte del grupo KyB. Al igual hizo parte de la banda sonora de Una familia con suerte en el año 2011, cantando "Me veo contigo".

## Premios y nominaciones

### Premios TvyNovelas
| 2003 | Mejor actor revelación | Francisco el Matemático | Ganador |